# 이효 (1912년)
이효(李曉, 1912년 8월 18일 ~ 1992년 7월 4일)은 대한민국의 군인, 기업가, 체육행정가이며 예비역 대한민국 육군 소장이다. 본관은 양성(陽城)이며 호(號)는 야우(野友)이다.

## 생애
함경남도 함흥에서 출생하였으며 지난날 한때 함경남도 흥남에서 잠시 유아기를 보낸 적이 있는 그는 만 3세 시절(1915년) 중화민국 만저우 지방 지린성 창춘 땅에 건너가 그곳에서 성장하였다. 그는 어렸을 때부터 천성이 스포츠를 좋아하는 성격이었다. 만주국 신징 법정대학교 경제학과 재학 시절에 야구 선수로 활동하였고 대학을 나온 후 한때 대한독립군에서 복무하여 1940년 중위로 전역하였다.
8·15 광복 후 1946년 육사 2기(특2기)로 육군 대위 임관하였으며 이후 진급을 계속 거듭하여 육군본부 관리참모부장을 지내다가 1959년 육군 소장으로 예편하였다. 그 후 대한체육회 회장, 한국무역협회 고문, 대한체육회 고문을 두루 역임하였다.
1990년부터 만성 당뇨병으로 투병하다가 1992년 7월 4일 향년 81세로 별세하였다.

## 예편 이후 경력
- 前 한국독립당 체육행정특보위원
- 前 민주공화당 스포츠행정교육특보위원
- 前 대한체육회 회장
- 前 한국무역협회 고문
- 前 대한체육회 고문
- 前 신민주공화당 고문

## 학력
- 일본 호세이 대학교 법정학과 중퇴
- 만주국 신징 법정대학교 경제학과 학사
- 육군사관학교 2기(1946년)
- 통위부 보병학교 졸업(1948년)
- 육군포병학교 졸업(1949년)
- 육군기갑학교 졸업(1951년)
- 육군보병학교 졸업(1952년)
- 국방대학교 행정학사 1기(1956년)

## 이효를 연기한 배우

### TV 드라마
- 정호근 - 《제3공화국》(1993년, MBC 문화방송)

## 참고 자료
- 네이버 백과사전